# Little L
Little L is een nummer van de Britse funk/acid jazzband Jamiroquai uit 2001. Het is de eerste single van hun vijfde studioalbum A Funk Odyssey.
Het nummer gaat over Jay Kay's ex-vriendin Denise van Outen. De twee zouden hun relatie verbroken hebben vanwege Kays cocaïneverslaving. "Little L" werd eind 2001 een grote hit in veel Europese landen en in Canada. In het Verenigd Koninkrijk bereikte het de 5e positie. In het Nederlandse taalgebied was het nummer iets minder succesvol; in zowel de Nederlandse Top 40 als de Vlaamse Ultratop 50 haalde het de 40e positie.